# 287787 Karády
(287787) Karády, denumire internațională (287787) Karady, este un asteroid din centura principală de asteroizi.

## Descriere
287787 Karády este un asteroid din centura principală de asteroizi. A fost descoperit pe 20 septembrie 2003 la Piszkesteto de Krisztián Sárneczky și Brigitta Sipőcz. Asteroidul prezintă o orbită caracterizată de o semiaxă mare de 2,53 ua, o excentricitate de 0,10 și o înclinație de 5,4° în raport cu ecliptica.